# Krzakoska Skała

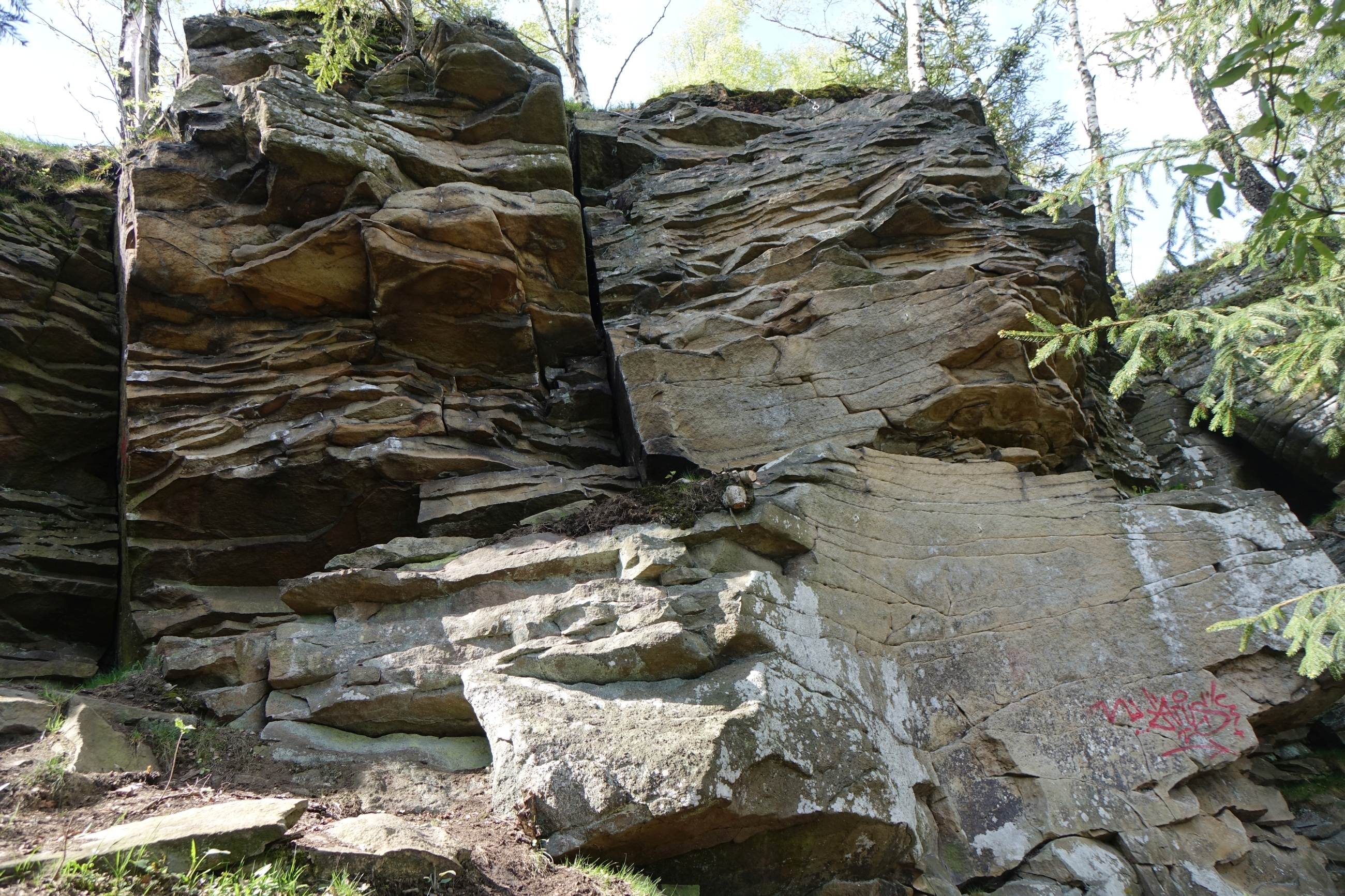
Krzakoska Skała

Krzakoska Skała (też: Skały na Kobylej, skałka na Kobylej) – wychodnia skalna w masywie Kobylej w Pasmie Stożka i Czantorii w Beskidzie Śląskim, administracyjnie w granicach miasta Wisła w województwie śląskim, w powiecie cieszyńskim.

## Opis skały
Wychodnia znajduje się w linii grzbietu masywu, schodzącego od szczytu Kobylej w kierunku północno-wschodnim w widły Wisły i Dziechcinki, ok. 500 m na północ od szczytu, na północnym skraju Osiedla Kobyla. Jej górna krawędź leży na wysokości ok. 720 m n.p.m. (lub 710 m n.p.m.), zaledwie kilka metrów na północ od drogi, którą biegnie na tym odcinku niebiesko znakowany szlak turystyczny z przystanku kolejowego Wisła Dziechcinka na siodło Sałasz Kobyla. Leży w granicach administracyjnych miasta Wisła.
Wyraźny uskok stoku w kierunku północnym ma w tym miejscu długość ok. 60 m (wg innych źródeł nawet 100–130 m). Wychodnia ma formę szerokiej ambony o płaskim zwieńczeniu i nierównych, poszarpanych ścianach, miejscami wyraźnie przewieszonych. Budują ją wyraźnie uwarstwione, gruboławicowe, średnioziarniste piaskowce dolnych warstw istebniańskich, pochodzące z górnej kredy i zaliczane do płaszczowiny śląskiej. Wychodnia założona jest na czołach warstw, przy czym w jej dolnych partiach występują głównie grube płyty, w partiach górnych – cieńsze.
Zarządzeniem Prezydium Wojewódzkiej Rady Narodowej w Katowicach (dziennik Urzędowy WRN nr 7 z dn. 28 listopada 1958 r., poz. 33) Skały na Kobylej zostały uznane za zabytek przyrody. Obiekt znajduje się na terenie Parku Krajobrazowego Beskidu Śląskiego.

## Turystyka i wspinaczka skalna
Położona tuż przy wspomnianym wyżej szlaku turystycznym i łatwo dostępna wychodnia jest często odwiedzana. Opisywany już w dawniejszych przewodnikach widok na dolinę Wisły i ograniczające ją od wschodu góry od Równicy po Baranią Górę częściowo przysłaniają podrastające drzewa.
Krzakoska Skała jest najbardziej znaną wspinaczkową skałą Beskidu Śląskiego. Ma szerokość około 100 m i wysokość do 15 m, a jej ściany są pionowe, miejscami przewieszone z licznymi rysami, zacięciami, filarami i okapami. Wytyczono na niej 26 dróg wspinaczkowych o trudnościach od III do VI.3 w skali polskiej.

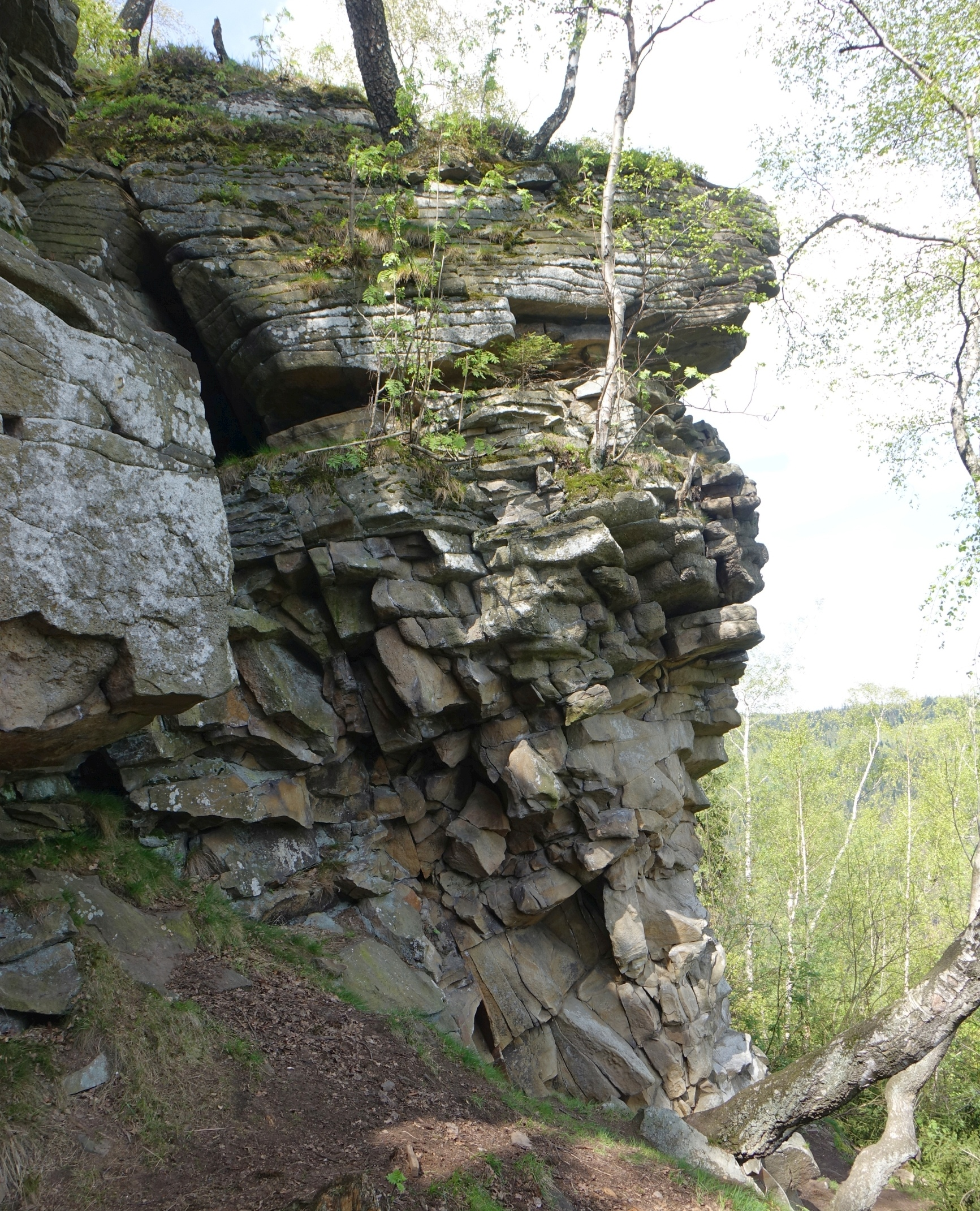
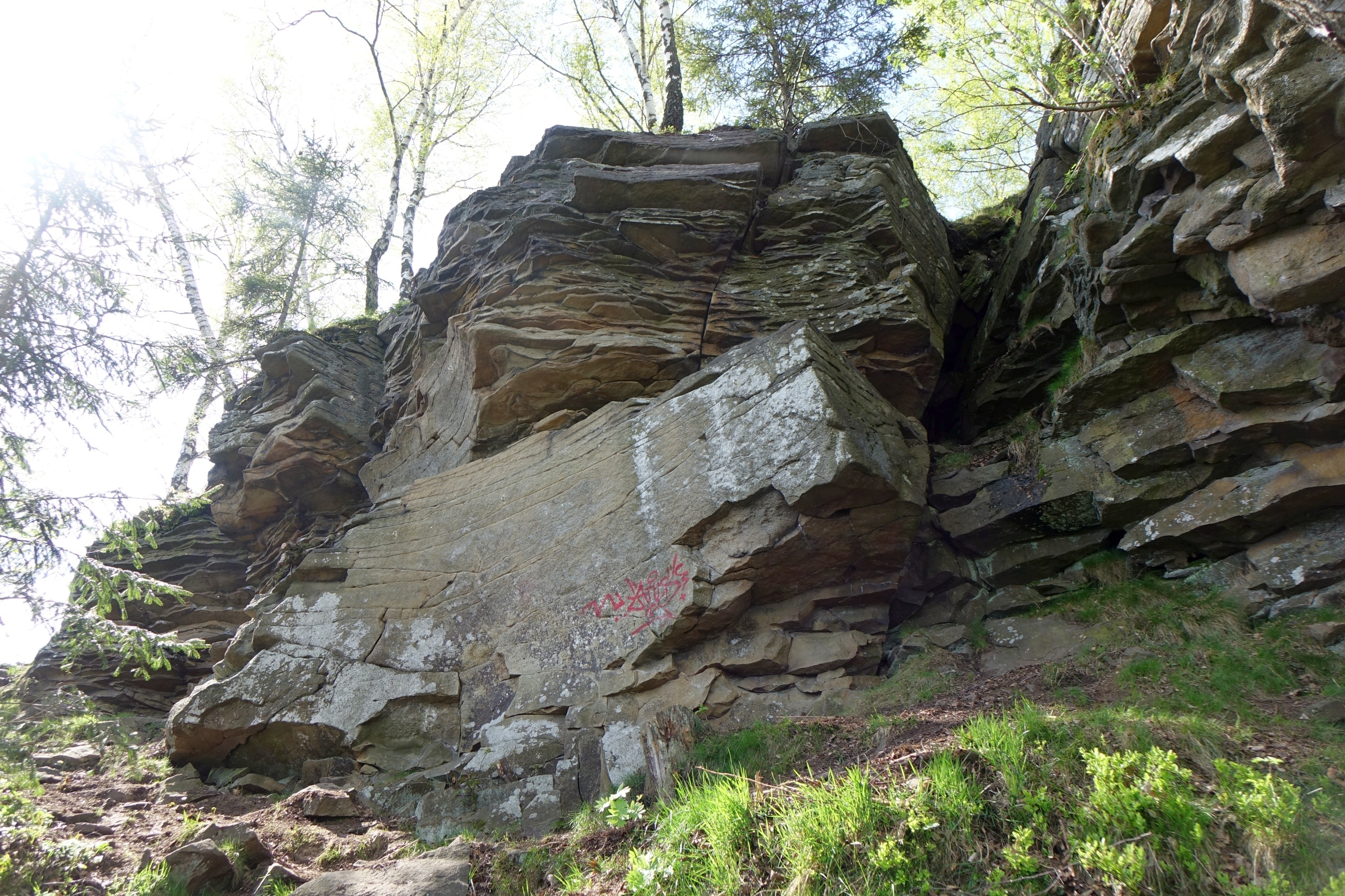
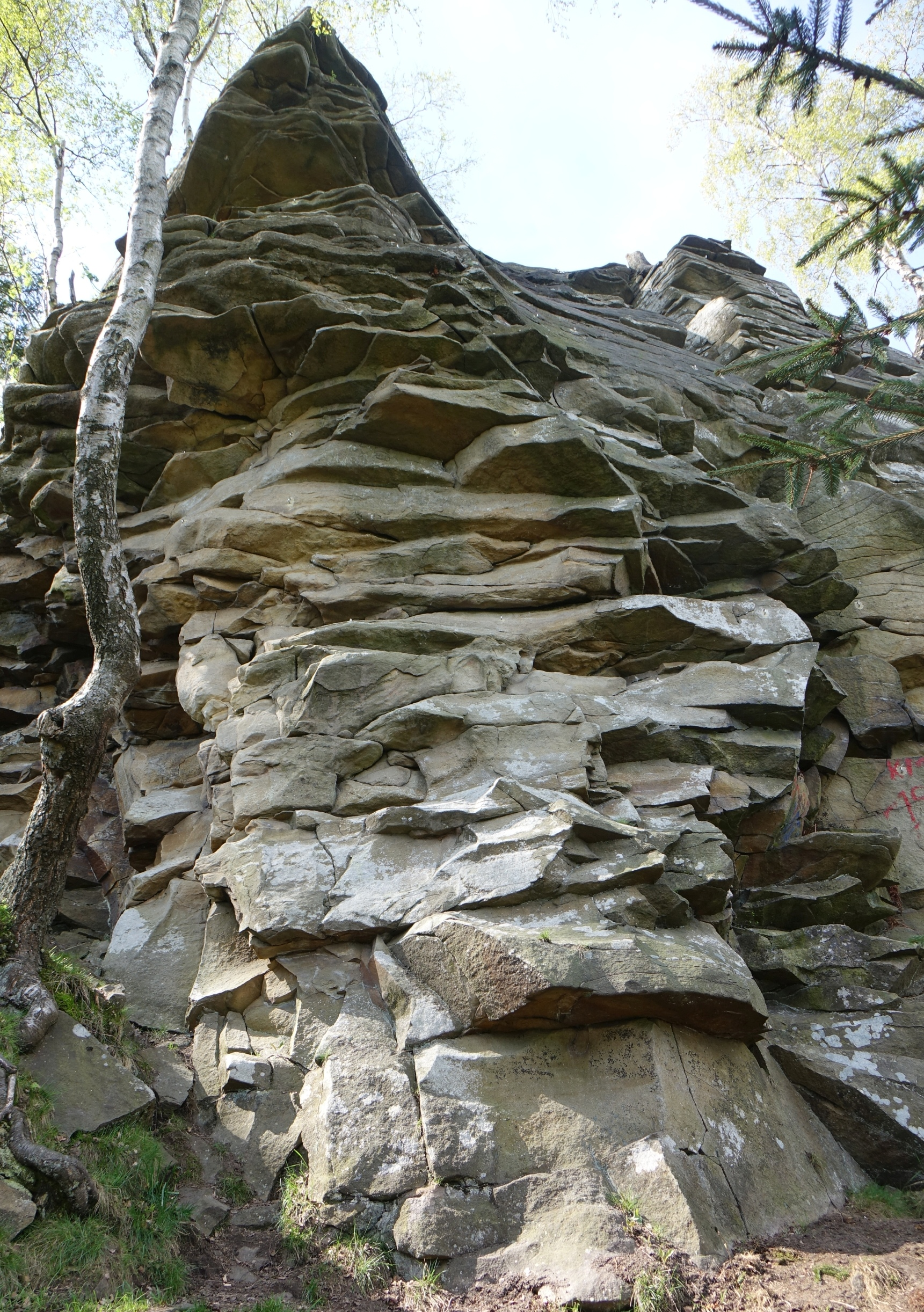
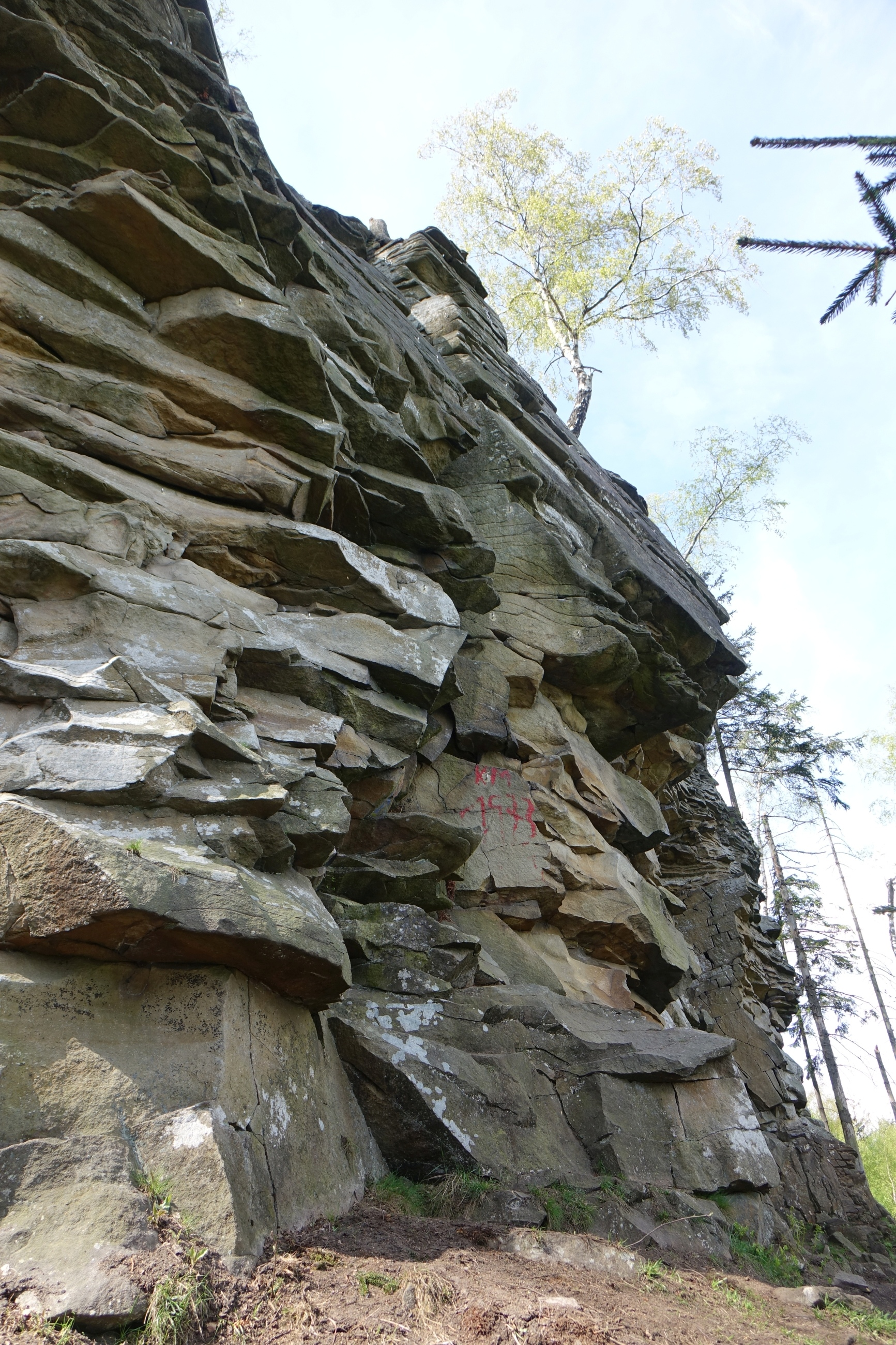
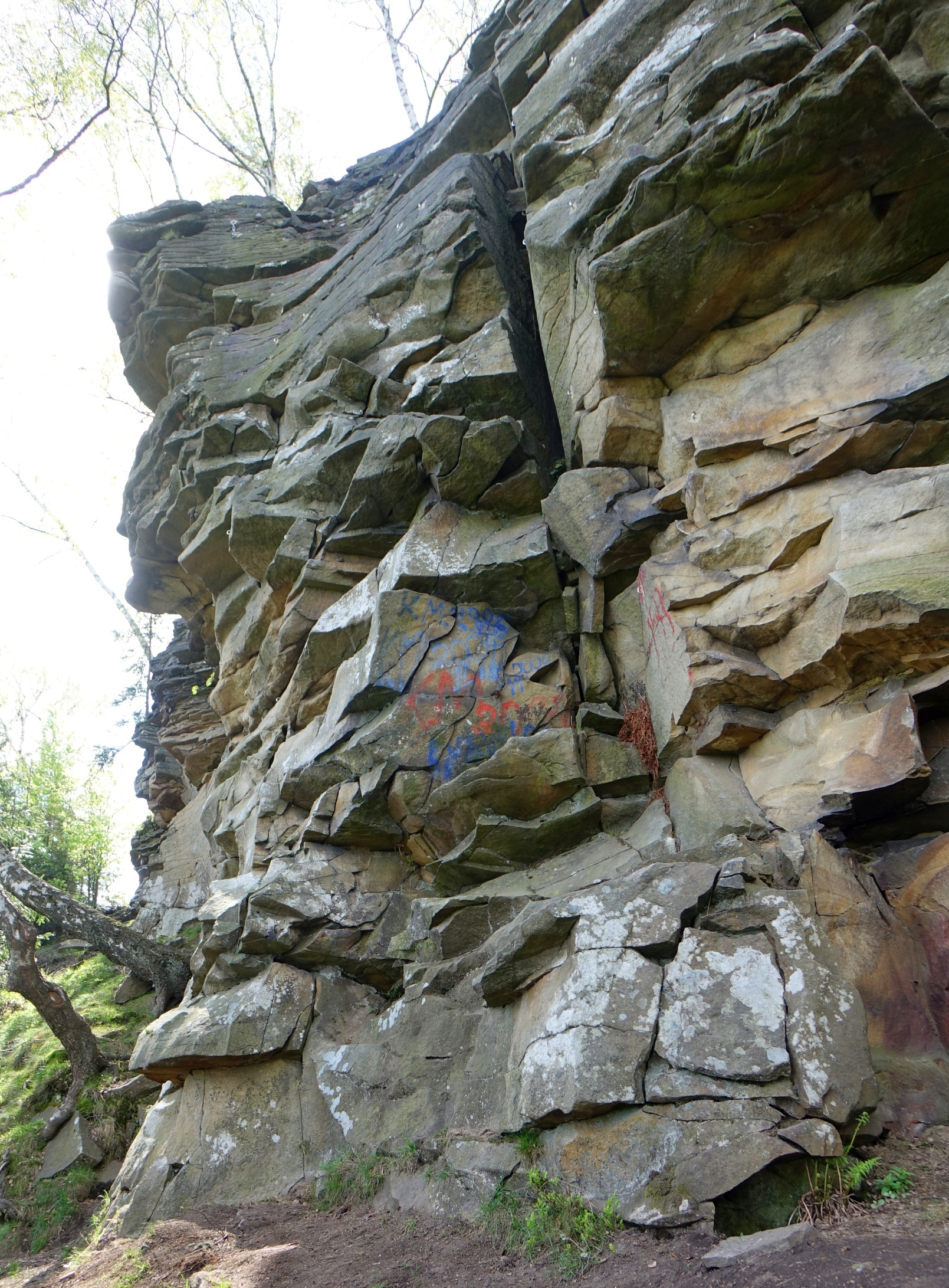
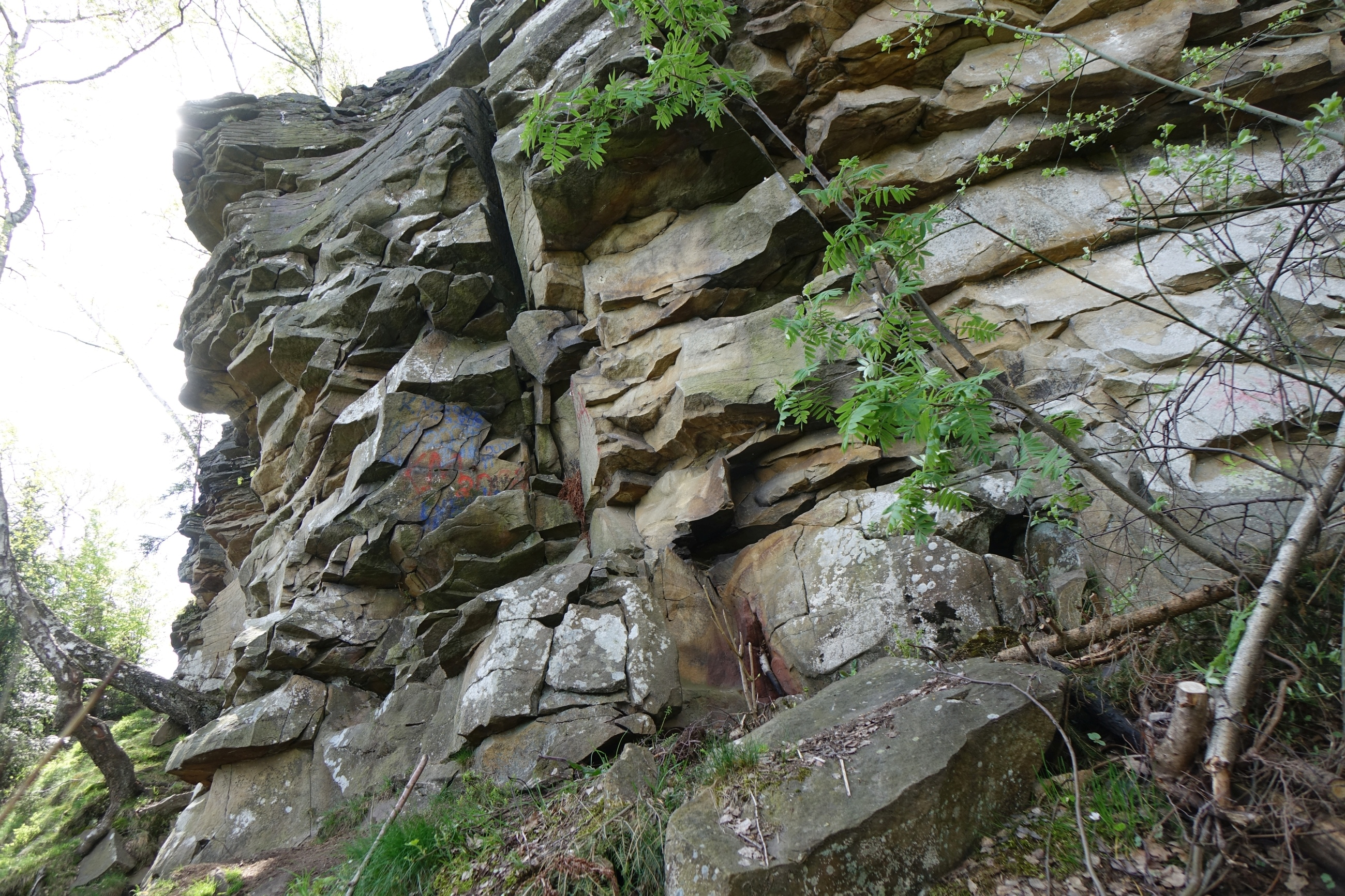
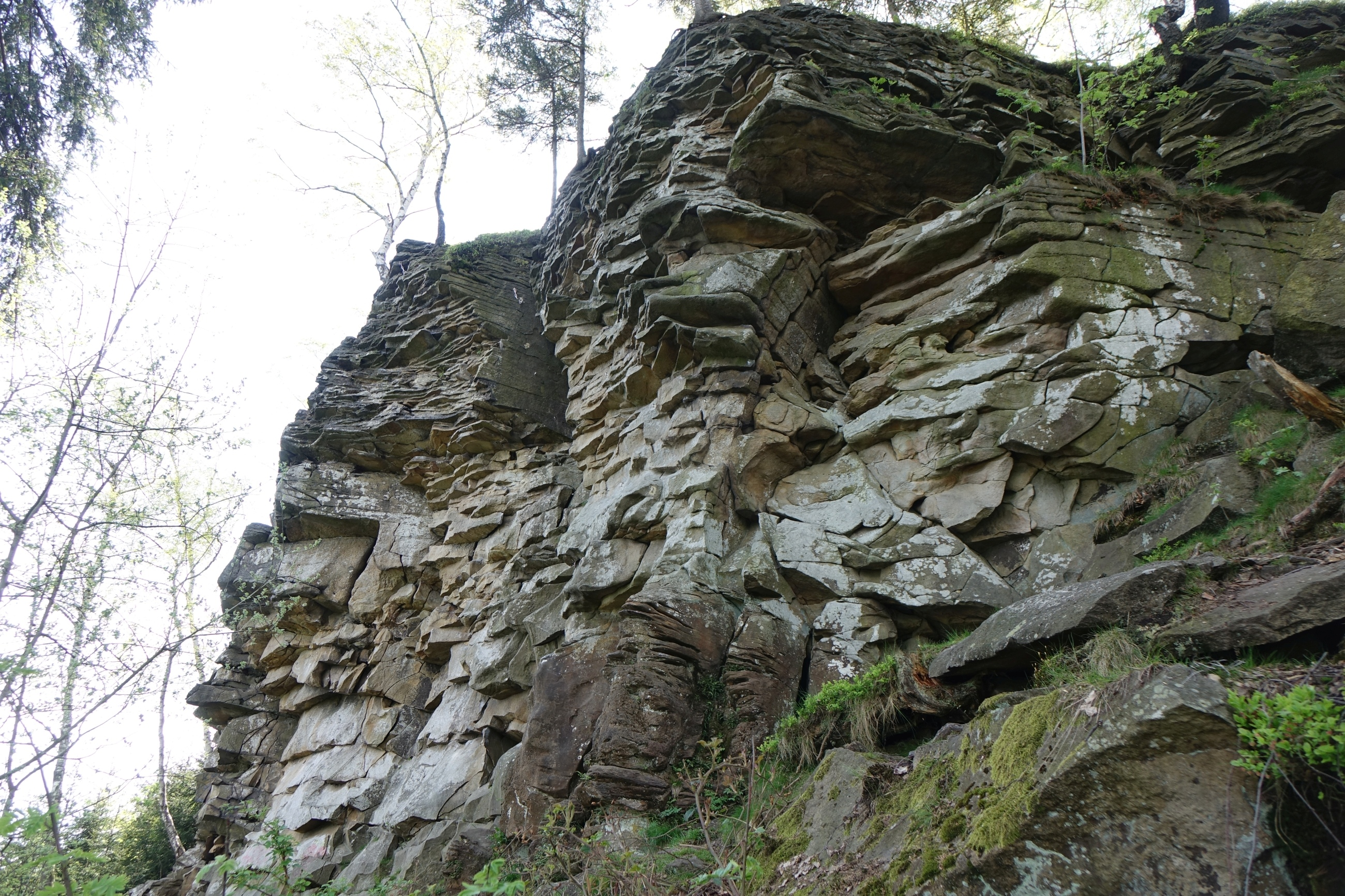
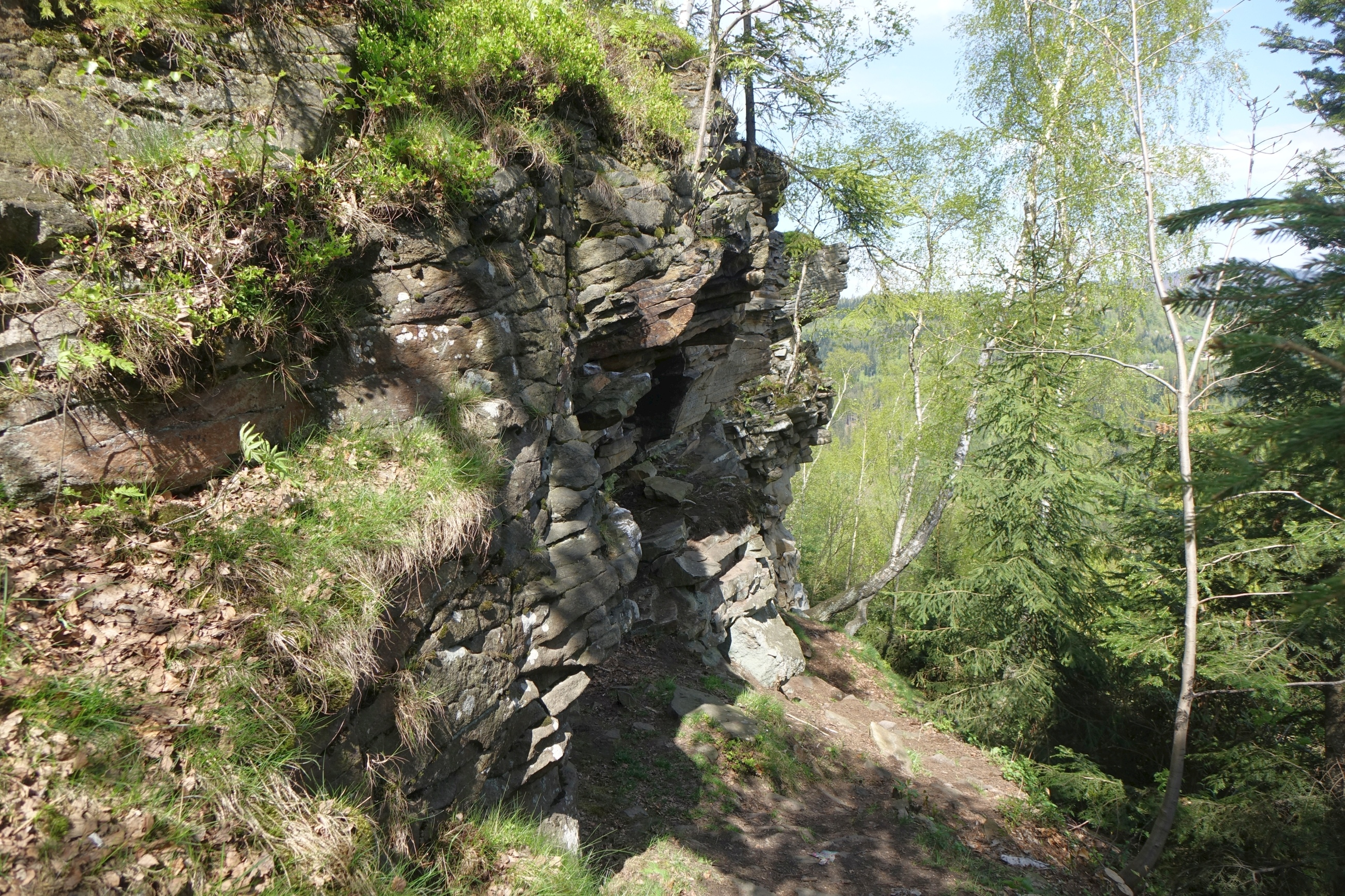
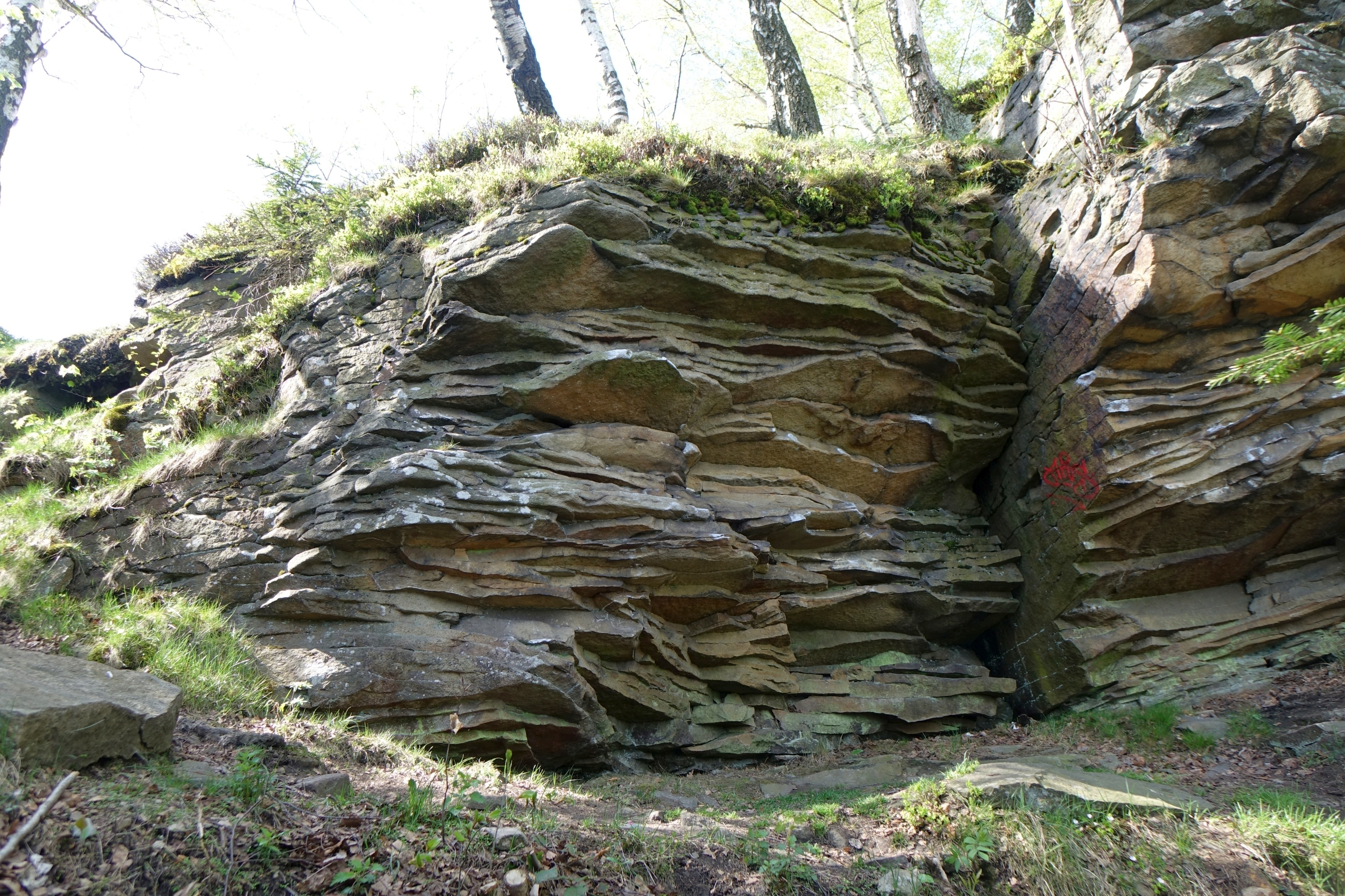
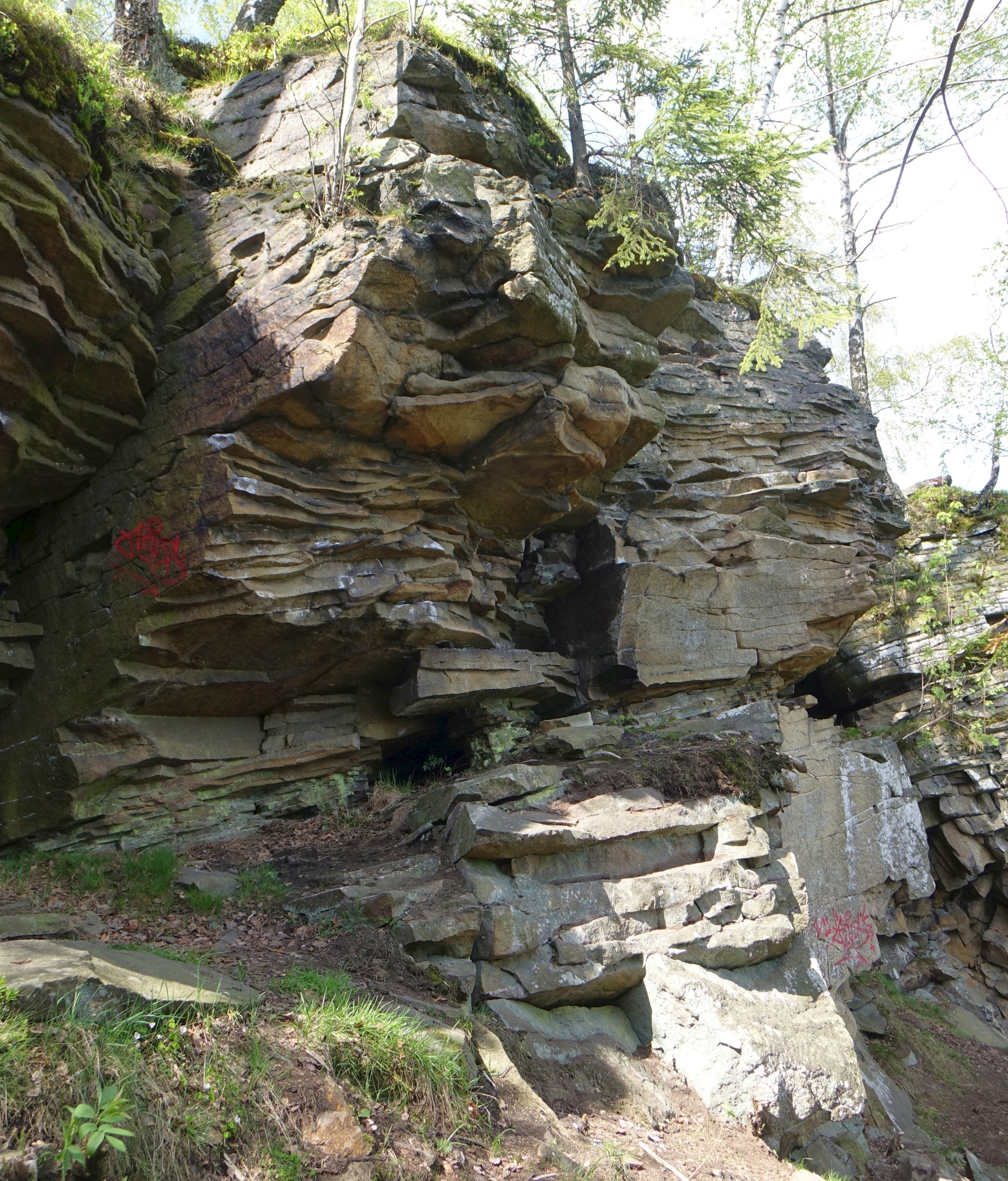
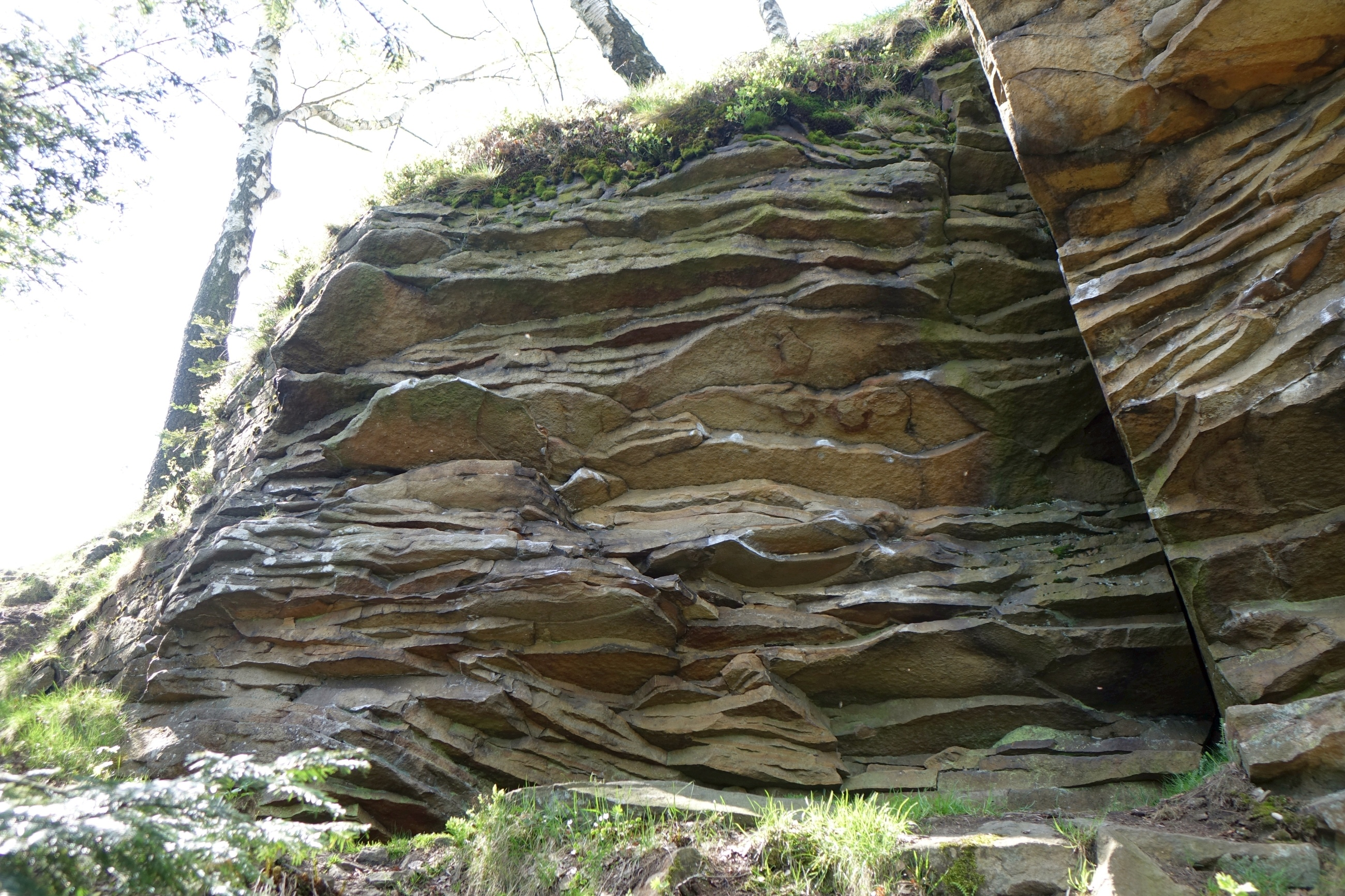
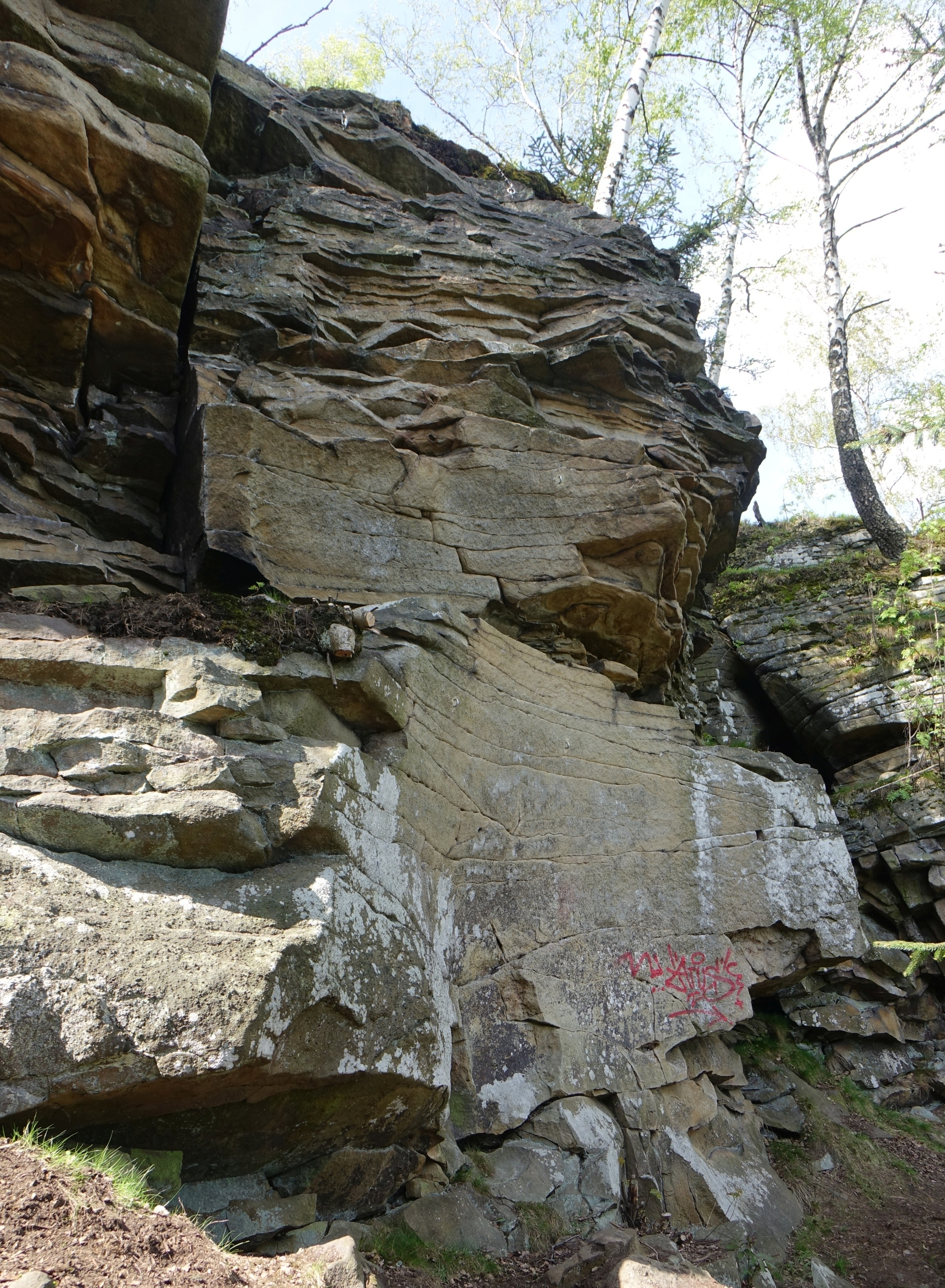